# Lynyrd Skynyrd
Lynyrd Skynyrd je američki rock sastav, a u 1970-im jedan od predvodnika southern rocka. Aktivno djeluju od 1964. godine.

## Početak (1964. – 1972.)
Sastav je osnovan u ljeto 1964. u gradu Jacksonville, Florida, SAD. Osnivač je Ronnie Van Zant (pjevač), a njemu se pridružuju Gary Rossington (gitarist), Larry Junstrom (basist) te Bob Burns (bubnjar), a pod svojim prvim imenom "My Backyard".
Nedugo nakon osnivanja pridružuje im se i Allen Collins, drugi gitarista. Uzori su im bili The Yardbirds i The Beatles, čije su pjesme uglavnom izvodili u počecima. Pomalo su i skladali svoje pjesme u kojima se osjećao zvuk britanskog rocka, hard rocka, boogiea i bluesa. Tad su i dva puta mijenjali ime, pa su se zvali "The Noble Five" i "One Percent". Među svojim prvim ostvarenjima su singlovi "Need All My Friends" i "Michelle", snimljene 1968. Prve značajne nastupe ostvaruju kao predgrupa sastavu Strawberry Alarm Clock. Prvi pravi uspjeh ostvaren je 1969., kada su pobijedili na lokalnom natjecanju "Battle Of The Bands" u Jacksonvilleu. Nagrađeni su snimanjem pjesama u Atlanti, gdje su snimili pjesme "Spoonfull" i "Michelle".

## Vrhunac (1973. – 1977.)
Pod imenom "One Percent", 1971. povlače se na farmu u blizini Jacksonvillea, gdje im se pridružuje klavijaturist Billy Powell. Došlo je i vrijeme za novu promjenu imena. Konačni izbor je pao na Leonarda Skinnera, Burnsova i Rossingtonova strogog učitelja tjelesnog odgoja u srednjoj školi. Van Zant nije bio oduševljen tom idejom, ali, na kraju, za konačno ime sastava je dogovoreno ime Lynyrd Skynyrd.
Nastavljajući s novim imenom i dosta žešćim zvukom, sastav nastupa po jugu SAD-a. U to vrijeme ponovno snimaju demoe pjesama "Free bird", "One More Time" i "Gimme Tree Steps". Ubrzo sastav napušta Bob Burns, a zamjenjuje ga Rickey Medlocke. U siječnju 1971. snimaju nove demomaterijale, među kojem je bila i pjesma "I've Been You Fool".
Larry Junstrom napušta sastav 1972., a na njegovo mjesto dolazi Leon Wilkeson, vrsni bas-gitarist.
Ubrzo odlazi Rickey Medlocke, a vraća se Bob Burns. Pridružuje im se novi gitarist Ed King, koji je trebao biti zamjena za iznenadno otišlog Wilkesona. S obzirom na to da se isti ubrzo vratio, Ed nastavlja svirati gitaru. Postaju tako jedan od rijetkih sastava s tri gitarista. Nakratko se vraća 
Rickey Medlocke tako da su zamalo bili i sastav s dva bubnjara.
U to vrijeme (početak 1973.), pripremaju svoju prvi album, pod nazivom (Pronounced 'Lĕh-'nérd 'Skin-'nérd), u kolovozu 1973. Označen kao southern rock, album je privukao tradicionalno domoljubne Južnjake. S tog albuma se ističu legendarna balada "Simple Man", te "Freebird", posvećena Duanneu Allmanu, gitaristu The Allman Brothers Banda. Uz sedam članova sastava, na snimanju je angažirano još četvero glazbenika. Album je promoviran diljem SAD-a, a ubrzo je, po prodanim primjercima, dosegnuo zlatnu nakladu.
Usporedno su pripremali i drugi album, Second Helping koji je objavljen u travnju 1974. S tog albuma je njihova najpoznatija pjesma, domoljubna "Sweet Home Alabama", kojom definitivno postaju legende tog dijela Amerike. Tu je pjesmu Van Zant napisao kao odgovor Neilu Youngu na njegove "Southern Man" i "Alabama". Najviše zahvaljujući njoj, album ulazi na 12. mjesto ljestvica albuma, a "Sweet Home Alabama" kao singl još bolji plasman (8. mjesto). Poznati hitovi s tog albuma su i pjesme "The Ballad Of Curtis Loew" i "Call Me The Breeze". Novost na ovom albumu su bili ženski prateći vokali, Mary Clayton i Clydie King. Odlaze i na prvu europsku turneju, na kojoj nastupaju sa sastavima Humble Pie i Queen.
Nuthin' Fancy, treći album objavljen je u ožujku 1975. To je prvi album kojim su ušli u prvih 10, točnije, album je bio deveti najprodavaniji u Americi u tom razdoblju. Novi su i ženski prateći vokali, Leslie Hawkins, Cassie Gaines i Jo Jo Billingsey, popularno nazvane The Honkettes. Veliki hit s ovog albuma bio je "Saturday Night Special", pjesma napisana za film Zatvorski krug s Burtom Reynoldsom u glavnoj ulozi. Sastav ubrzo napuštaju bubnjar Bob Burns, a domalo i gitarista Ed King. Boba zamjenjuje 
Artimus Pyle, a Kinga tada nitko ne mijenja, pa sastav nastavlja s dva gitarista.
U veljači 1976. izlazi album Gimme Back My Bullets, četvrti u dvije i pol godine, koji dostiže zlatnu nakladu. Vrhunac dotadašnje karijere je nastup s The Rolling Stonesima, na britanskom "Knebworth Festivalu". S obzirom na to da je Gary Rossington u prometnoj nesreći teško ozlijeđen, sastav je trebao zamjenu, kada u sastav dolazi Steve Gaines, brat Cassie Gaines, ženskog pratećeg vokala.
One More from the Road, dvostruki album uživo, sniman tijekom zadnje turneje, objavljen je u rujnu 1976. godine. Na njemu su bili svi najveći hitovi s prva četiri albuma: "Saturday Night Special", "Simple Man", "Sweet Home Alabama", "Freebird" i ostale uspješnice. Ovaj album je ostvario milijunsku nakladu.

## Pogibija članova i prestanak rada (1977.)
Novi album, Street Survivors, izlazi 17. listopada 1977. Tri dana nakon izlaska, vraćajući se s koncerta iz Greenvillea, Južna Karolina, zrakoplov s članovima sastava ruši se zbog problema s gorivom u močvarama Gillsburga, Mississippi. To je bilo službeno izvješće policije, iako se nagađalo i o sabotaži, što nikad nije dokazano. U nesreći živote gube članovi sastava Ronnie Van Zant, Steve Gaines, Cassie Gaines, manager sastava, te pilot i kopilot. Čudom preživljavaju Allen Collins, Leon Wilkeson, Gary Rossington i Artimus Pyle, ali s težim ozljedama. Album je ubrzo rasprodan u (najprije) zlatnoj nakladi, a potom i platinastoj, dosegnuvši 5. mjesto američke ljestvice albuma, a singl "What's Your Name" bio je 13. Nakon svih ovih tragičnih događaja, preostali članovi sastava objavljuju da sastav prestaje s radom.
MCA Records u rujnu 1978. izdaje kolekciju ranih demopjesama snimljenih između 1970. i 1972., naziva Skynyrd's First and... Last, a u prosincu 1979. godine, izdaju dvostruku kompilaciju Gold & Platinum, koja doseže platinastu nakladu, i doseže 15. mjesto ljestvice albuma.
MCA Records u studenom 1982. izdaje album Best of the Rest, kolekciju rijetkih snimaka, koristeći tako nesmanjenu popularnost sastava. U listopadu 1987. izlazi još jedna kompilacija, Legend koja prethodi kasnijem ponovnom okupljanju sastava.
Dana 23. siječnja 1990. umire Allen Collins.

## Povratak ili novi početak (1987. –)
Stari članovi Gary Rosington, Ed King, Billy Powel, Artimus Pyle i Leon Wilkeson, te novi pjevač Johnny Van Zant, brat pokojnog Ronnieja, i gitarista Randall Hall, prateće vokalistice Dale Kranz Rossington i Carol Bristow, četiri godine nakon okupljanja, ponovno pokreću Lynyrd 
Skynyrd, te 11. lipnja 1991. izdaju album Lynyrd Skynyrd 1991. Poznate pjesme s albuma su: "Keeping The Faith", "Smokestack Lightning", "Southern Women" i "Pure And Simple". Nakon turneje, sastav napušta Artimus Pyle, kojeg mijenja Kurt Custer.
Novi album The Last Rebel, objavljen je 16. veljače 1993. godine, bez nekog velikog uspjeha. Zbog zdravstvenih problema, sastav napušta Leon Wilkeson, kojeg najprije mijenja Jerry Jones, a nakon njega Tim Lindsey. Sljedeći (akustični) album, Endangered Species objavljuju 9. kolovoza 1994. Opet zbog zdravstvenih problema, 1995. sastav napušta Ed King, kojeg mijenja bivši bubnjar grupe, Ricky Medlocke, u novoj ulozi gitariste. Zamijenjeni su bubnjari, te umjesto Custera, dolazi Owen Hale, dok je Halla ranije zamijenio Mike Estes, a ubrzo njega mijenja Hughie Thomasson. Osmi album u nizu, Twenty, objavljen je 29. travnja 1997. Niti on nije donio ništa revolucionarno, pa sastav i dalje nastavlja na staroj slavi.
U lipnju 1998. je objavljen album uživo, Lyve from Steel Town, mješavina novih i starih pjesama, izvedbi uživo, te multimedijalni dodatak. Iste godine opet promjene: novi bubnjar, a Bill McAllister mijenja Randalla Hallea. Kolovoza 1999. izlazi album Edge of Forever i kompilacija 20th Century Masters - The Millenium Collection: The Best of Lynyrd Skynyrd, bez nekih bitnih novosti, a sastav i dalje nastavlja turnejama održavati staru slavu. U rujnu 2000. izlazi novi album, ovog puta Božićne tematike, pod imenom Christmas Time Again. Basist Leon Wilkeson umire 27. srpnja 2001. Mijenja ga Ean Evans.
Jedanaesti studijski album, Vicious Cycle, izlazi 20. svibnja 2003. obilježavajući 30. godišnjicu objavljivanja prvog albuma. Poznati hitovi s albuma su "That's How I Like It", "Red, White & Blue" (dosegnuo 1. mjesto američkih ljestvica) te "The Way". Pjesmu "Mad Hatter" su posvetili Leonu Wilkesonu koji je preminuo tijekom snimanja albuma. Kreću na turneju The Vicious Cycle Tour, koja se protegnula i u 2004., tijekom koje je snimljen i dvostruki album Lynyrd Skynyrd Lyve: The Vicious Cycle Tour, a izdan je 22. lipnja 2004. Jedan je to od najboljih albuma grupe snimljenih uživo. Na njemu su gostovali i gudački glazbenici.
U Rock and Roll Hall of Fame primljeni su 13. ožujka 2006. U vremenu od dvije godine umiru tri člana sastava: Hughie Thomasson umire 9. rujna 2007. i mijenja ga Mark Matejka; 28. siječnja 2009. umire Billy Powell kojeg mijenja Peter Pisarczyk, a Ean Evans kojeg je već otprije zbog bolesti mijenjao Robert Kearns umire 6. svibnja 2009.
Nakon punih šest godina, 29. rujna 2009., objavljuju novi studijski album God & Guns. Na albumu gostuju John 5 i Rob Zombie. Dvije pjesme su posvećene umrlim članovima sastava, i to: "Storm" je posvećen Eanu Evansu, a "Gifted Hands" Billyju Powellu. U kolovozu 2012. izdaju trinaesti studijski album Last of a Dyin' Breed, na kojem je novi basist Johnny Colt koji je zamijenio Roberta Kearnsa.
Gary Rossington, posljednji član izvorne postave preminuo je 5. ožujka 2023.

## Diskografija

### Studijski albumi
- (Pronounced 'Lĕh-'nérd 'Skin-'nérd)
- Second Helping
- Nuthin' Fancy
- Gimme Back My Bullets
- Street Survivors
- Lynyrd Skynyrd 1991
- The Last Rebel
- Endangered Species
- Twenty
- Edge of Forever
- Christmas Time Again
- Vicious Cycle
- God & Guns
- Last of a Dyin' Breed

### Albumi uživo
- One More from the Road
- Southern by the Grace of God
- Lyve from Steel Town
- Lynyrd Skynyrd Lyve: The Vicious Cycle Tour

### Kompilacije
- Skynyrd's First and... Last
- Gold & Platinum
- Best of the Rest
- Legend
- Skynyrd's Innyrds
- Lynyrd Skynyrd Box Set
- Then and Now
- Thyrty

## Vanjske poveznice
- Službene stranice sastava
- Stranice prve postave sastava  Arhivirana inačica izvorne stranice od 26. siječnja 2021. (Wayback Machine)
- Stranice o padu zrakoplova prve postave sastava  Arhivirana inačica izvorne stranice od 25. prosinca 2014. (Wayback Machine)